# Stylidium graminifolium
Stylidium graminifolium är en tvåhjärtbladig växtart som beskrevs av Olof Swartz och Carl Ludwig von Willdenow. Stylidium graminifolium ingår i släktet Stylidium och familjen Stylidiaceae.

## Underarter
Arten delas in i följande underarter:
- S. g. album
- S. g. angustifolium

## Bildgalleri

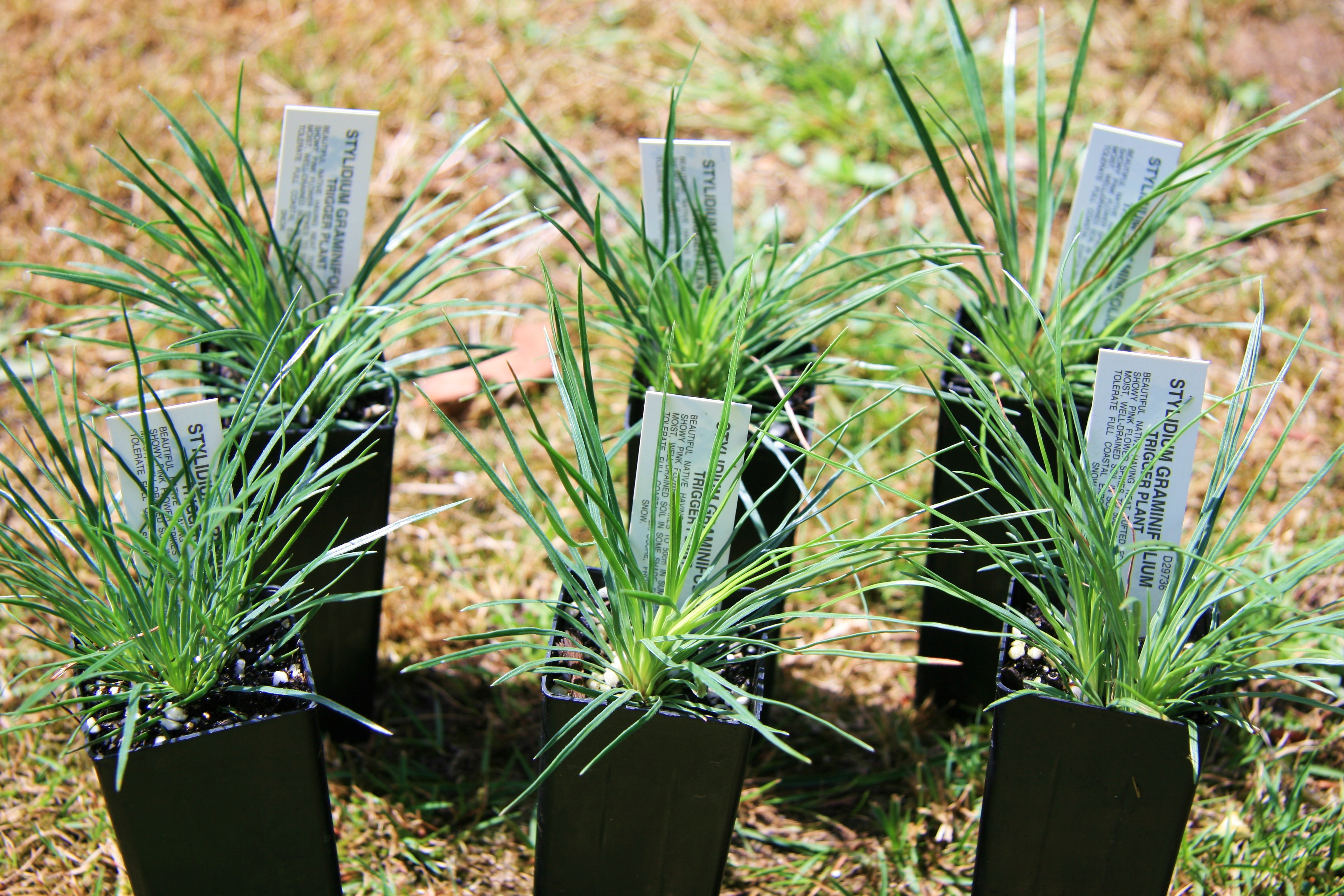
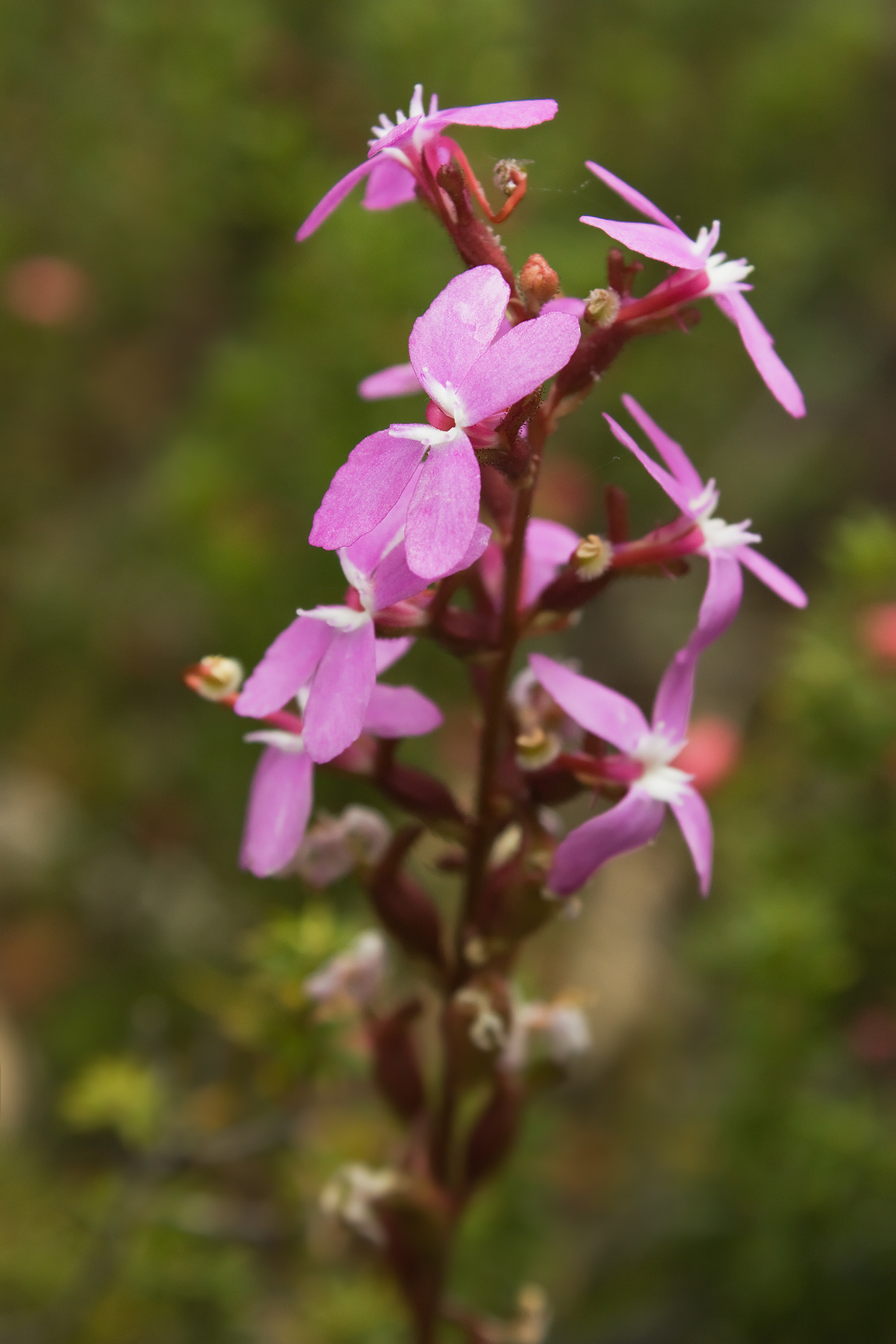
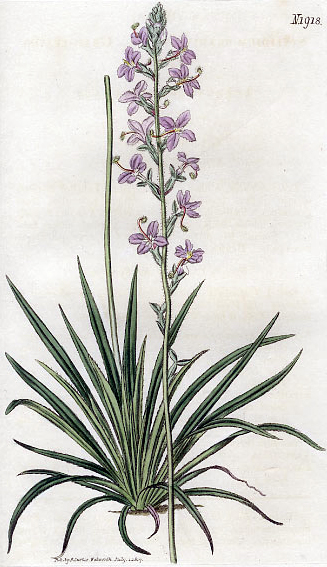
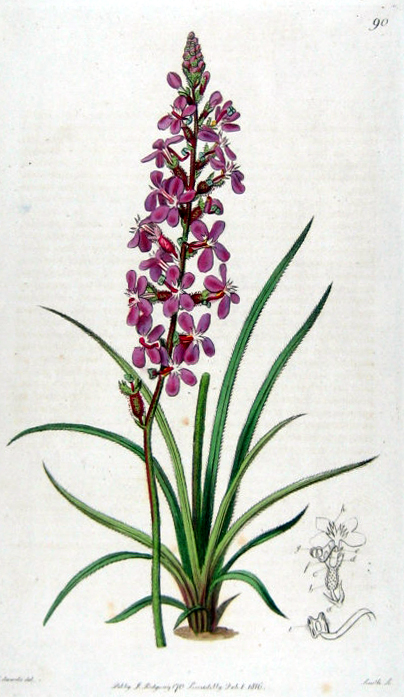
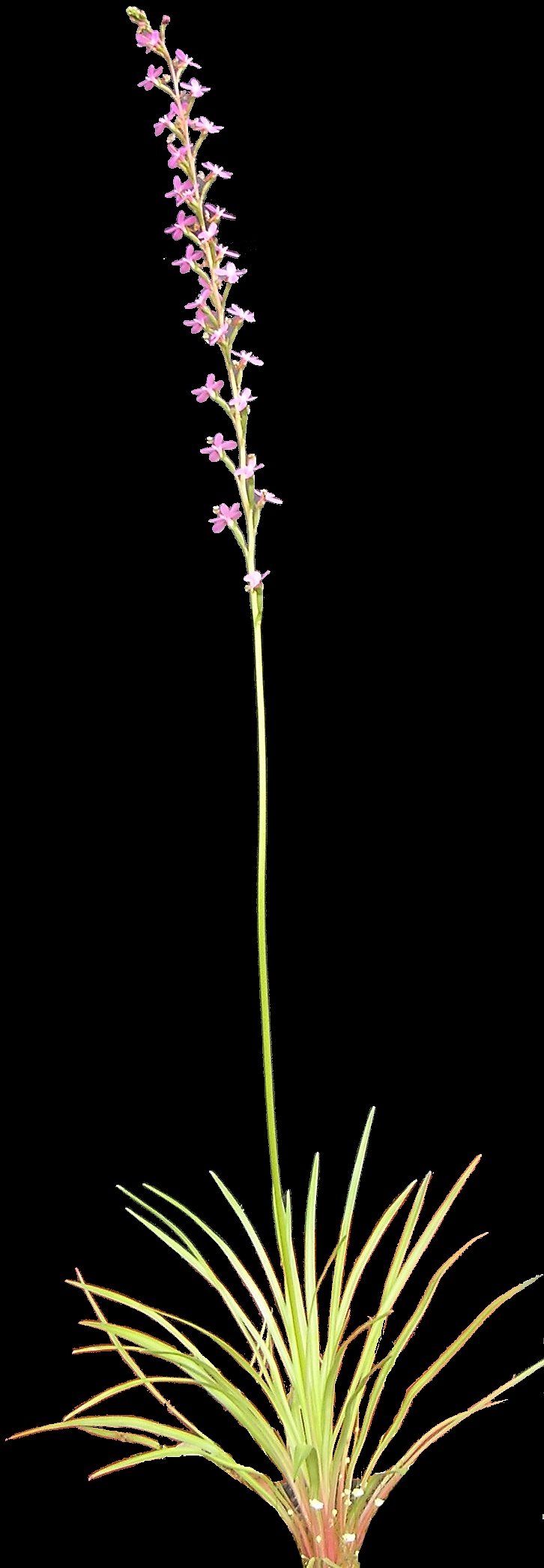
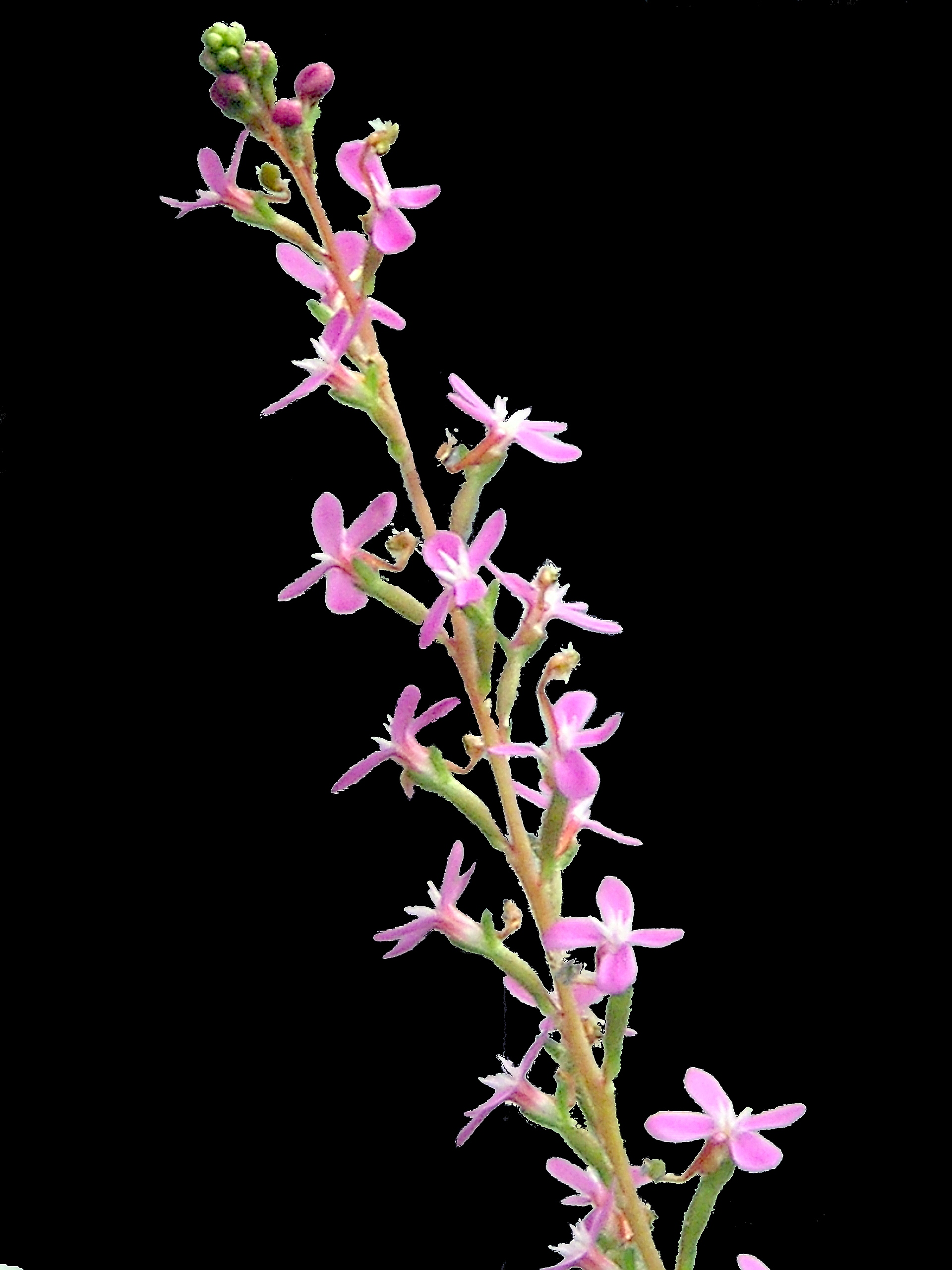